# Mihail Petrovics Tomin
Mihail Petrovics Tomin (cirill betűkkel: Михаил Петрович Томин; Sarovicsi, 1883. július 25. – Minszk, 1967. május 30.) orosz és szovjet lichenológus.

## Élete és pályafutása
1883. július 25-én született a Orosz Birodalom Kalugai kormányzóságában, Sarovicsi faluban. A moszkvai Mezőgazdasági Intézetben tanult, ahol 1912-ben diplomázott. Tomin 1929-ig a Voronyezsi Mezőgazdasági Intézetben dolgozott (először laboratóriumi asszisztensként, majd Borisz Alekszandrovics Keller asszisztenseként), majd Arhangelszkbe költözött, és az Erdőmérnöki Intézet botanikai osztályának vezetője lett. 1931 és 1934 között M. P. Tomin az orenburgi Nagymarha-tenyésztési és Állatorvosi Intézet professzora volt. Tomin 1937-ben biológiai tudományokból doktorált. 1941-ig a Belarusz Állami Egyetemen tanított. A Belarusz SZSZK Tudományos Akadémiájának levelező tagja volt 1940-től.
A Nagy Honvédő Háború befejezése után Tomin Minszkben folytatta munkáját, ahol a Nemzeti Tudományos Akadémia Központi Botanikus Kertjének flóraosztályát vezette. 1956-ban a Belarusz SZSZK Tudományos Akadémiájának akadémikusává választották. 1960-1961-ben a Biológiai Intézet herbáriumának vezetője volt.
1967. május 30-án, 83 éves korában halt meg Minszkben.

## Elnevezések
A Tomin tiszteletére elnevezett zuzmófajok közé tartozik az Aspicilia tominii Oxner (1972);  Caloplaca tominii Savicz (1930); Parmelia tominii Oxner (1933); Placidiopsis tominii Bredkina (1972);  Rinodina tominii H.Mayrhofer (1984);  és Usnea tominii Räsänen (1934).
Botanikai szakmunkákban nevének rövidítése: „Tomin”.

## Válogatott művek
- Tomin, M. P.. Определитель кустистых и листоватых лишайников СССР (1937)
- Tomin, M. P.. Определитель корковых лишайников Европейской части СССР (1956)
- Komarnitsky, N.A.. Лишайники, бактерии и актиномицеты, Определитель низших растений [Determinant of lower plants] (1960)
- szerk.: Shishkin: Определитель растений Белоруссии (1967)